# David Fabricius
David Fabricius (latinización de su propio nombre David Faber o David Goldschmidt, Esens, Frisia Oriental, 9 de marzo de 1564-Osteel, Frisia Oriental, 7 de mayo de 1617) fue un teólogo luterano y astrónomo alemán que tuvo el mérito de ser uno de los primeros en utilizar un telescopio para observar el cielo. El estudio de las manchas solares, así como de la primera estrella variable de la que el mundo occidental moderno tomó nota, son sus dos principales hechos destacables en el campo de la astronomía.

## Biografía

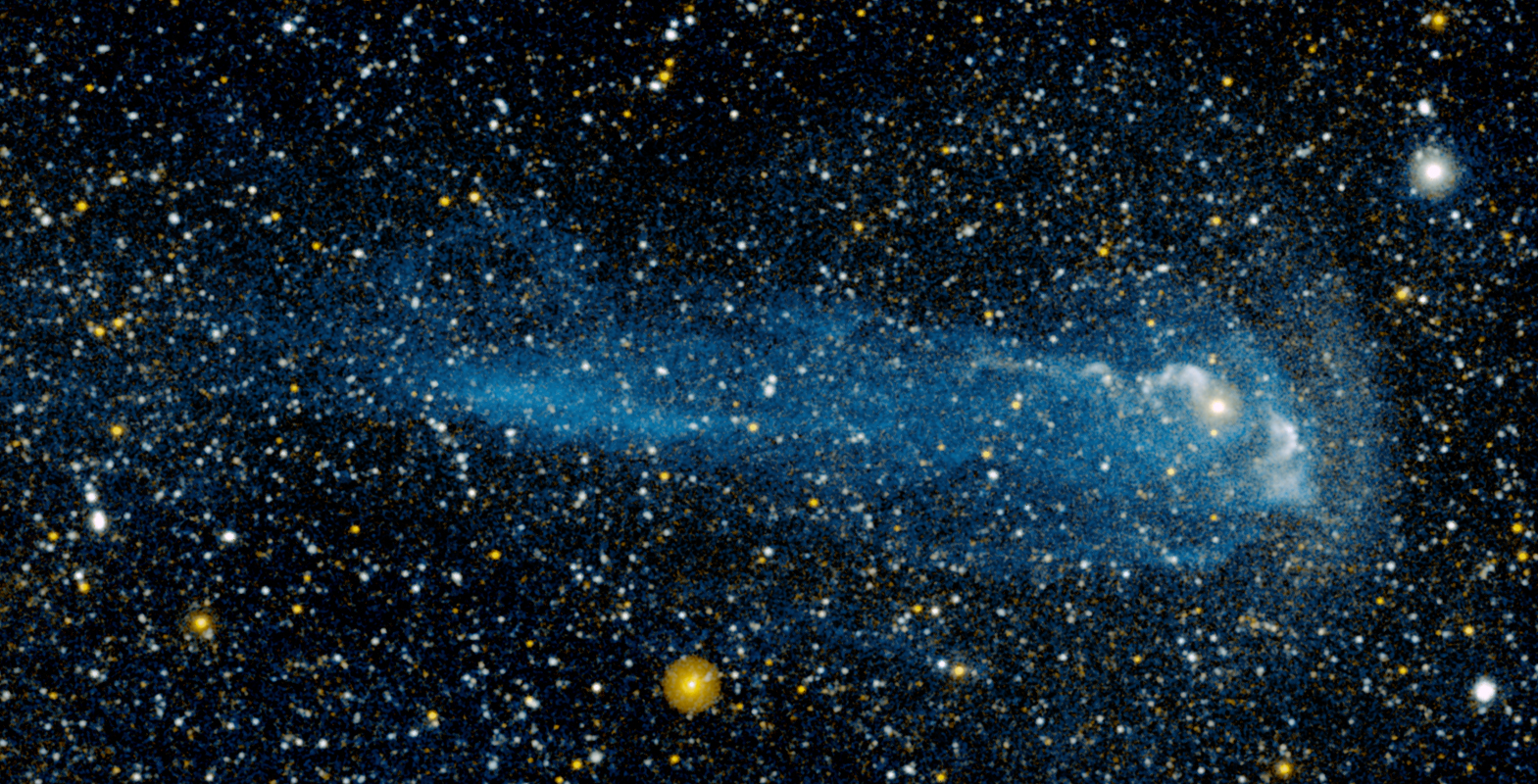
Imagen de Mira obtenida con el Telescopio espacial Hubble.

David Fabricius (latinización de su nombre propio David Faber o David Goldschmidt, posiblemente hebreo) nació en Esens, estudió en la Universidad de Helmstedt a partir de 1583 y sirvió como pastor luterano en pueblos pequeños cerca de su lugar de nacimiento en Frisia (actualmente al noroeste de Alemania y Holanda), en Resterhafe cerca Dornum en 1584 y en Osteel en 1603. Como era común para los ministros protestantes de la época, se inició en la ciencia: su interés particular fue la astronomía. Fabricius mantuvo correspondencia con el astrónomo Johannes Kepler, siendo también amigo de Tycho Brahe y maestro de Bartholomaeus Keckermann.
Se hizo famoso por localizar en 1596 una estrella en la constelación de la Ballena que no se había visto antes allí. Por su brillo aparente medio era de tercera magnitud. La estrella resultó ser así la primera de brillo variable de la que se tenga registro en Europa, y se constituyó en una prueba a favor de la imperfección del cielo y en contra de la teoría aristotélica que imperaba en ese momento. Con el tiempo, Omicrón Ceti la denominó Mira (en latín "maravillosa").
De manera independiente a Galileo Galilei y junto a su hijo mayor, Johannes Fabricius observó las manchas solares a partir de 1611 y las estudió.
Pocos datos más hay sobre su vida, excepto que murió asesinado después de denunciar desde el púlpito a un ladrón de gansos: el acusado lo mató con un golpe de pala en la cabeza.

## Eponimia
- El cráter lunar Fabricius lleva este nombre en su memoria.